# Brillon
Brillon é uma comuna francesa na região administrativa de Altos da França, no departamento do Norte. Estende-se por uma área de 2.87 km². Em 2010 a comuna tinha 763 habitantes (densidade: 265,9 hab./km²).